# فاروق أحمد سعد الدين
فاروق أحمد سعد الدين زيادة، (1935-2024)، دبلوماسي عراقي.

## حياته ونشأته
ولد فاروق زيادة في مدينة الموصل يوم 2 نوفمبر/تشرين ثاني عام 1937، وكان والدهُ الصحفي أحمد سعد الدين زيادة مؤسس جريدة فتى العراق عام 1934، وشغل والدهُ منصب القاضي ورئيس محكمة التمييز العراقية. أما جده فهو الشاعر والرجل الاصلاحي الشيخ داود الملاح آل زيادة، والذي كان يلقب ببلبل الحدباء. ولهُ شعر ذكرهُ الاستاذ محمد سعيد الجليلي في كتابهِ «الأناشيد الموصلية للمدارس العربية» المطبوع في الموصل عام 1916.

## دراسته واعماله
انتقل فاروق الى بغداد بحكم عمل والده عام 1944، ودرس في مدرسة المنصور الابتدائية. أما الثانوية فأكملها في كلية بغداد. وبعد اكماله الثانوية سافر إلى الولايات المتحدة الأميركية ودخل جامعة أريزونا وتخصص في العلاقات الدولية. وبعد تخرجه سنة 1964، التحق بالسلك الخارجي بدرجة ملحق دبلوماسي في 14 آب/أغسطس سنة 1965 وسرعان ما تدرج في هذا السلك حتى ترفع إلى درجة سفير سنة 1993. وأحيل على التقاعد عام 2004.
تخصص الاستاذ فاروق خلال الأعوام 1974-2000 في شؤون الأمم المتحدة ومجلس الأمن والشؤون الاقتصادية (شؤون الطاقة)، والشؤون العربية، كما شارك في معظم الوفود العراقية إلى اجتماعات ومفاوضات الأمم المتحدة، وحركة عدم الانحياز، ومنظمة المؤتمر الاسلامي، ومجموعة السبعة والسبعين للدول النامية، ومنظمة الدول المصدرة للنفط (أوبك)، واجتماعات مجلس الجامعة العربية وقد مثل العراق في كثير من تلك الاجتماعات.
وأثناء خدمته في الشؤون الدبلوماسية عمل الاستاذ فاروق زيادة في سفارات العراق المختلفة ومنها في طوكيو، وبكين، والممثلية العراقية لدى الأمم المتحدة بنيويورك، لذلك اكتسب خبرة إلى درجة ان قرارا صدر من رئاسة الجمهورية عام 2000 يقضي باعتباره سفيرا متميزا و نقل بعدها ليكون مستشارا سياسيا لرئيس المجلس الوطني واستمر في عمله هذا حتى سنة 2004 وبعدها أحيل على التقاعد وغادر العراق.

## وفاته
توفي يوم الأحد 16 حزيران 2024.